# دشان استیفنس
دشان استیفنس (انگلیسی: Deshawn Stephens؛ زادهٔ ۹ اکتبر ۱۹۸۹) بازیکن بسکتبال اهل ایالات متحده آمریکا است.